# Musée régional de Vitebsk
Le Musée régional de Vitebsk ou Ratoucha de Vitebsk est situé dans l'une des anciennes mairies de ville conservées en Biélorussie. Le bâtiment est utilisé comme musée régional de l'oblast de Vitebsk depuis 1918. C'est un bâtiment du XVIIIe siècle, qui est à juste titre le symbole de la ville, ce qui a justifié sa transformation en musée. Le Musée-domaine Ilia Répine Zdravnevo lui est associé comme musée-filiale situé à proximité de la ville. 
Situé dans le centre historique de la ville de Vitebsk, à proximité du confluent de la Dvina occidentale et de la rivière Vitba (ru), il est proche de l'église de la Résurrection de Vitebsk, du monastère du Saint-Esprit (ru) et d'autres bâtiments qui ont été restaurés dans les années 2000.
Le premier bâtiment de l'hôtel de ville a été construit en 1597, lorsque la ville s'est vu accorder un privilège, le droit de Magdebourg. Le bâtiment que l'on voit aujourd'hui est de style baroque et a été construit en 1775. Il ne comprenait alors que deux niveaux avec une tour au-dessus de la partie centrale. Au début de l'année 1911, un troisième niveau a été ajouté au bâtiment.

## Fonds muséal
Le musée conserve des collections uniques composées de plus de 200 000 pièces dont 7 000 pièces sont exposées. Ceci dans les domaines de : l'iconographie, la peinture, la sculpture. Des œuvres de l'artiste Iouri Pen, le premier professeur de Marc Chagall y sont présentées. Également des tableaux d'Isaac Levitan, Ilia Répine, Ivan Chichkine, Ivan Khroutski (ru) et des artistes contemporains de la région de Vitebsk.   